# 1133
1133 (MCXXXIII) fue un año común comenzado en domingo del calendario juliano.

## Acontecimientos
- Reino de Galicia - El decreto de precios dado por Diego Gelmírez a la ciudad de Compostela es, quizá, el testimonio más temprano de actividades que tienen relación con los ramos de la alimentación y el vestido.

## Nacimientos
- 5 de marzo: Enrique II, rey inglés entre 1154 y 1189 (f. 1189).

## Fallecimientos
- 19 de febrero: Irene Ducas, emperatriz bizantina entre 1118 y 1133 (n. 1066).